# 高昂 (成化進士)
高昂（1451年—？），字尊卿，號南窗，福建興化府莆田縣人，明朝政治人物。

## 生平
福建鄉試第四十八名。成化八年（1472年）壬辰科進士。官至六安州知州。

## 家族
曾祖父高士儀。祖父高孟顯。父亲高邵中。